# Nothronychus
A Nothronychus (ógörög eredetű nevének jelentése 'nehézkes karom') a therizinosauroidea dinoszauruszok egyik neme. Ez a növényevő theropoda fogatlan csőrrel, (a rokonságukba nem tartozó madármedencéjűekre hasonlító) madárszerű csípővel és négy előre néző ujjban végződő hátsó lábbal rendelkezett. Típusfaját a N. mckinleyit, melyről James Kirkland és Douglas G. Wolfe készített leírást, 2001-ben, Arizonában, az új-mexikói határ közelében fekvő Zuni-medence néven ismert területen fedezték fel. A Moreno Hill-formációhoz tartozó kőzetekből került elő, melyek korát a késő kréta korra, (a turoni korszak közepére), körülbelül 91 millió évvel ezelőttre tették. A 2009-ben, a Utah állambeli, kora turoni alkorszakbeli, a Moreno Hillnél mintegy 1,5 millió évvel korábbi Tropic Shale-formációban talált második példányt N. graffami néven, második fajként írtak le.

## Anatómia

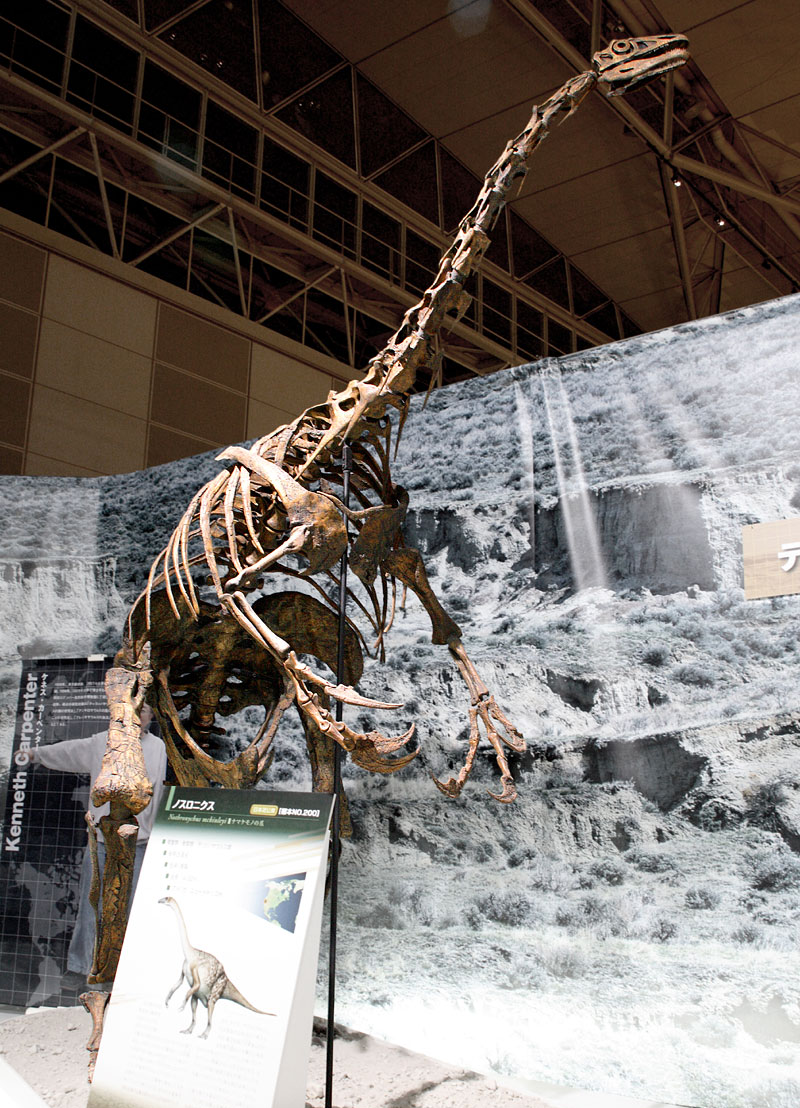
A N. mckinleyi rekonstruált csontváza

A Nothronychus a Tyrannosaurust és más húsevő dinoszauruszokat tartalmazó Coelurosauria csoport tagja. A Nothronychus a Maniraptora alcsoportba tartozik, egy olyan kládba, melyben mindenevő, illetve a Nothronychus és családja esetében növényevő dinoszauruszok fejlődtek ki. Két lábon és egyenesebb testhelyzetben járt, mint húsevő ősei. A N. graffami 4,5–6 méter hosszú, 3–3,6 méter magas és körülbelül egy tonna tömegű állat lehetett, a N. mckinleyi mérete pedig alig volt kisebb.
A két faj alapján összeállított, 40–50 százalékban rekonstruált csontváz lehetővé tette a tudósok számára, hogy leírást készítsenek e kerek gyökerű és levél formájú fogakkal, hosszú nyakkal, hosszú karokkal, ügyesen mozgó, 30 centiméteres görbe karmokban végződő kezekkel, aránylag nagy, gömbölyű hassal, erős hátsó lábakkal és viszonylag rövid farokkal ellátott dinoszauruszokról. A N. mckinleyi kevésbé robusztus testével, valamint a csigolyái részleteit és kevésbé hajlott alkarjait (singcsontjait) illetően tért el a N. graffamitól.

## Felfedezés és fajok
Az első, később a Nothronychushoz kapcsolt fosszilis bizonyítékot egy csapat őslénykutató fedezte fel az új-mexikói Zuni-medencében. A therizinosauroidea medencecsontját eredetileg egy újonnan felfedezett ceratopsia, a Zuniceratops részének hitték. A közelebbi vizsgálat során azonban a csontot sikerült megfelelően azonosítani, és rövidesen a csontváz további részei is előkerültek. Az új-mexikói csapatot Jim Kirkland és Doug Wolfe vezették, akik eredményeiket 2001. augusztus 22-én a Journal of Vertebrate Paleontology című folyóiratban publikálták, a Nothronychus mckinleyit téve az új faj típuspéldányává. Erről a felfedezésről az Arizona Republic 2001. június 19-ei számában a Queensland Museum őslénykutatója, Ralph E. Molnar is beszámolt.
1999-ben, Dél-Utahban az arizonai Big Water lakosa, Merle Graffam a (kora turoni alkorszakbeli) Tropic Shale-formációban felfedezett egy második, jóval teljesebb therizinosauroidea példányt. Az Észak-Arizonai Múzeum (Museum of Northern Arizona) több expedíciót is indított a tengeri hüllők, főként plesiosaurusok fosszíliáiban gazdag Big Water körüli területre. Ez a terület a késő kréta korban egy sekély beltenger, a Nyugati Belső Víziút alatt helyezkedett el, és tengeri üledékeket őrzött meg. Graffam első felfedezése (egy nagy, különálló lábujj) meglepetésként érte az őslénykutatókat, mivel nem egy plesiosaurushoz, hanem egyértelműen egy talajlakó dinoszauruszhoz tartozott. Azonban a csont lelőhelye ebben az időben közel 100 kilométerre volt a kréta időszaki partvonaltól. A lelőhelyen a múzeum csapata a csontváz többi részét is megtalálta és rájött, hogy az egy therizinosauroideához tartozott, igazolva, hogy a csoport az amerikai kontinensen is jelen volt. A korábbi therizinosauroidea fosszíliákat Kínában és Mongóliában fedezték fel.
A múzeum csapata úgy találta, hogy a utahi példány közeli rokonságban állt a N. mckinleyivel, bár a csontváz felépítése és kora eltért (nehezebb és körülbelül fél millió évvel korábbi volt). Az Amerikai Sziklás-hegység Geológiai Társaság (Rocky Mountain Geological Society of America) 2002-ben megrendezett 54. találkozóján bejelentett két példány közül ez volt az első. Később az Arizona Geology egyik száma a N. mckinleyitől eltérő, még névtelen fajként számolt be róla. A példányt új fajként Nothronychus graffami néven Lindsay Zanno és kollégái sorolták be a Proceedings of the Royal Society B című folyóiratban 2009. július 15-én megjelent cikkükben. A N. graffamit az első példányt felfedező Graffam tiszteletére nevezték el. A N. graffami rekonstruált csontvázát 2007. szeptemberében állították ki az Észak-Arizonai Múzeumban.

## Fordítás
- Ez a szócikk részben vagy egészben a Nothronychus című angol Wikipédia-szócikk ezen változatának fordításán alapul.  Az eredeti cikk szerkesztőit annak laptörténete sorolja fel. Ez a jelzés csupán a megfogalmazás eredetét és a szerzői jogokat jelzi, nem szolgál a cikkben szereplő információk forrásmegjelöléseként.